# Dusona pectinata
Dusona pectinata är en stekelart som beskrevs av Gupta 1977. Dusona pectinata ingår i släktet Dusona och familjen brokparasitsteklar. Inga underarter finns listade i Catalogue of Life.